# Spilomalus
Spilomalus is een geslacht van vliesvleugeligen uit de familie Pteromalidae. De wetenschappelijke naam van dit geslacht is voor het eerst geldig gepubliceerd in 1956 door Graham.

## Soorten
Het geslacht Spilomalus omvat de volgende soorten:
- Spilomalus atlanticus Gijswijt & Graham, 1986
- Spilomalus biquadratus (Wollaston, 1858)
- Spilomalus dolichogaster Gijswijt & Graham, 1986
- Spilomalus quadrinota (Walker, 1835)